# Évry-Grégy-sur-Yerre
Évry-Grégy-sur-Yerre este o comună franceză, situată în departamentul Seine-et-Marne, în regiunea Île-de-France.

## Geografie
Évry-Grégy-sur-Yerre se află la aproximativ 5 km pe șosea, la sud-est de Brie-Comte-Robert.

### Comune limitrofe
| Brie-Comte-Robert |      | Grisy-Suisnes      |
| Combs-la-Ville    |      | Soignolles-en-Brie |
| Moissy-Cramayel   | Réau | Limoges-Fourches   |

### Geologie și relief
Altitudinea comunei variază între 50 de metri și 97 de metri pentru cel mai înalt punct, centrul satului situându-se la aproximativ 91 de metri altitudine (primărie). Comuna este clasificată în zona de seismicitate 1, corespunzând unei activități seismice foarte reduse.

### Hidrografie

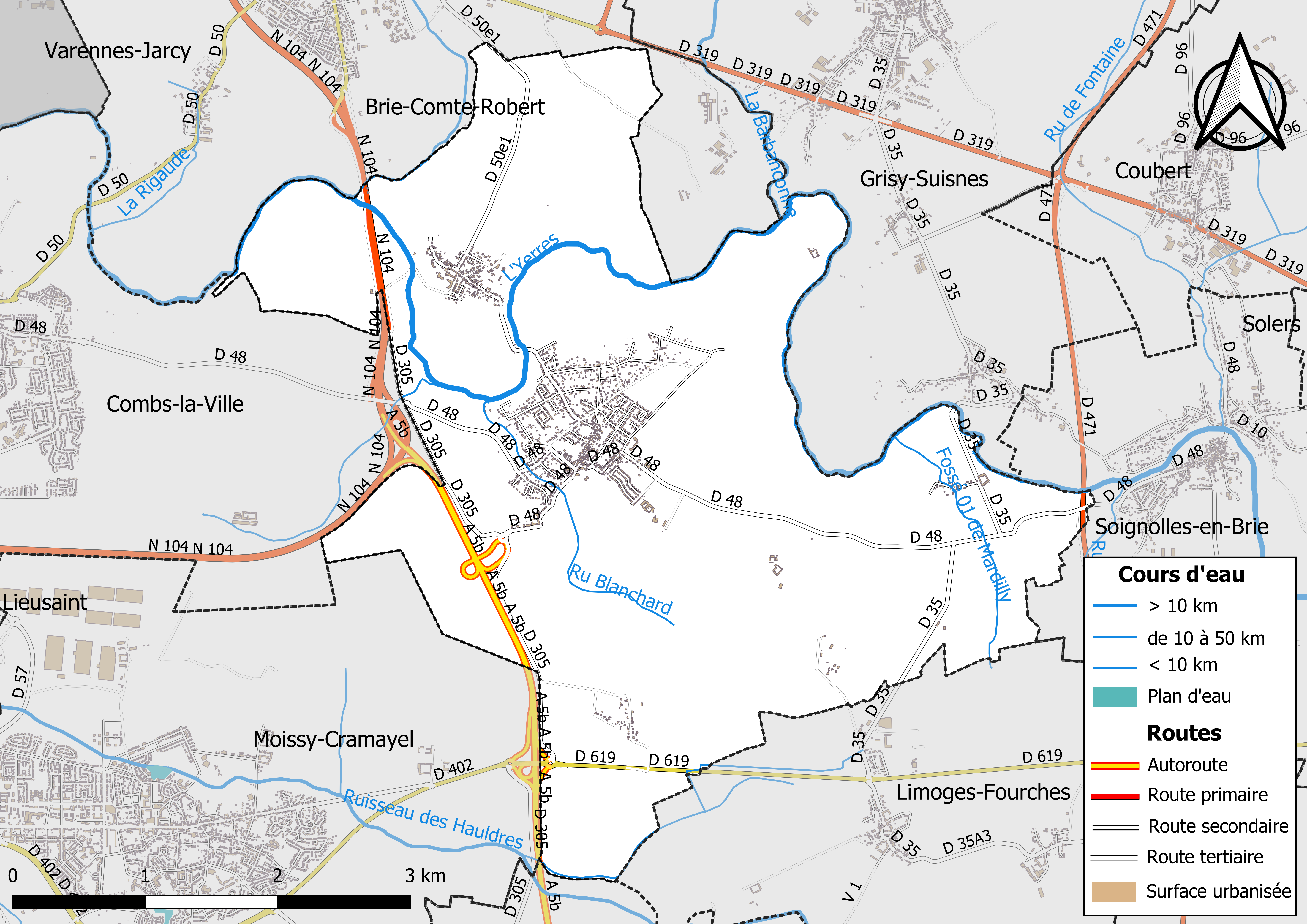
Harta rețelelor hidrografice și rutiere din Évry-Grégy-sur-Yerre.

Rețeaua hidrografică a comunei este compusă din opt cursuri de apă identificate:
- Râul Yerres, cu o lungime de 98,23 km[7], afluent pe malul drept al Senei;
- fossé de Mardilly, cu 2,21 km[8];
- Râul Ganisse, cu 2,55 km[9];
- Râul Blanchard, cu 2,64 km[10];
- Râul Cornillot, cu 6,85 km[11];
- Barbançonne, cu o lungime de 12,10 km[12], afluent al râului Yerres;
- fossé Bois de Cramayel[13], canal de 1,79 km;
- fossé Pièces de Galande, cu 2,41 km[14], afluent al pârâului Hauldres.

Lungimea totală a cursurilor de apă din comună este de 14,66 km.

#### Gestionarea cursurilor de apă
Pentru a atinge starea bună a apelor impusă de Directiva-cadru privind apa din 23 octombrie 2000, mai multe instrumente de gestionare integrată funcționează la diferite niveluri:
- SDAGE (Schema Directoare de Amenajare și Gestionare a Apelor), la nivelul bazinului hidrografic;
- SAGE (Schema de Amenajare și Gestionare a Apelor), la nivel local.

Acesta din urmă stabilește obiectivele generale privind utilizarea, valorificarea și protecția cantitativă și calitativă a resurselor de apă de suprafață și subterane. Departamentul Seine-et-Marne este acoperit de șase SAGE, în cadrul bazinului hidrografic Seine-Normandie.
Comuna face parte din SAGE „Yerres”, aprobat pe 13 octombrie 2011. Teritoriul acestui SAGE corespunde bazinului hidrografic al râului Yerres, cu o suprafață de 1.017 km², străbătut de o rețea hidrografică de aproximativ 450 de kilometri, formată din cursul râului Yerres și principalii săi afluenți: ru de l'Étang de Beuvron, Visandre, Yvron, Bréon, Avon, Marsange, Barbançonne și Réveillon.
Coordonarea și gestionarea SAGE sunt asigurate de sindicatul mixt pentru epurare și gestionarea apelor din bazinul hidrografic al râului Yerres (SYAGE), desemnat drept „structura suport”.

### Climă
În 2010, clima comunei este de tipul climatului oceanic degradat al câmpiilor din Centru și Nord, conform unui studiu al Centrului Național de Cercetare Științifică (CNRS) pe baza unui set de date care acoperă perioada 1971-2000 bazat pe o serie de date din perioada 1971-2000. În 2020, Météo-France a publicat o tipologie a climatului pentru Franța metropolitană, în care comuna este expusă unui climat oceanic și se află în regiunea climatică Sud-vest a bazinului Parisian, caracterizată printr-o ploaie redusă, în special primăvara (120-150 mm) și o iarnă rece (3,5 °C).
Pentru perioada 1971-2000, temperatura anuală medie este de 11,1 °C, cu o amplitudine termică anuală de 15,4 °C. Cumulul anual mediu de precipitații este de 695 mm, cu 10,8 zile de precipitații în ianuarie și 7,8 zile în iulie. Pentru perioada 1991-2020, temperatura medie anuală observată la stația meteorologică Météo-France cea mai apropiată, situată în comuna Montereau-sur-le-Jard la 8 km distanță, este de 11,6 °C, iar cumulul anual mediu de precipitații este de 657,9 mm.

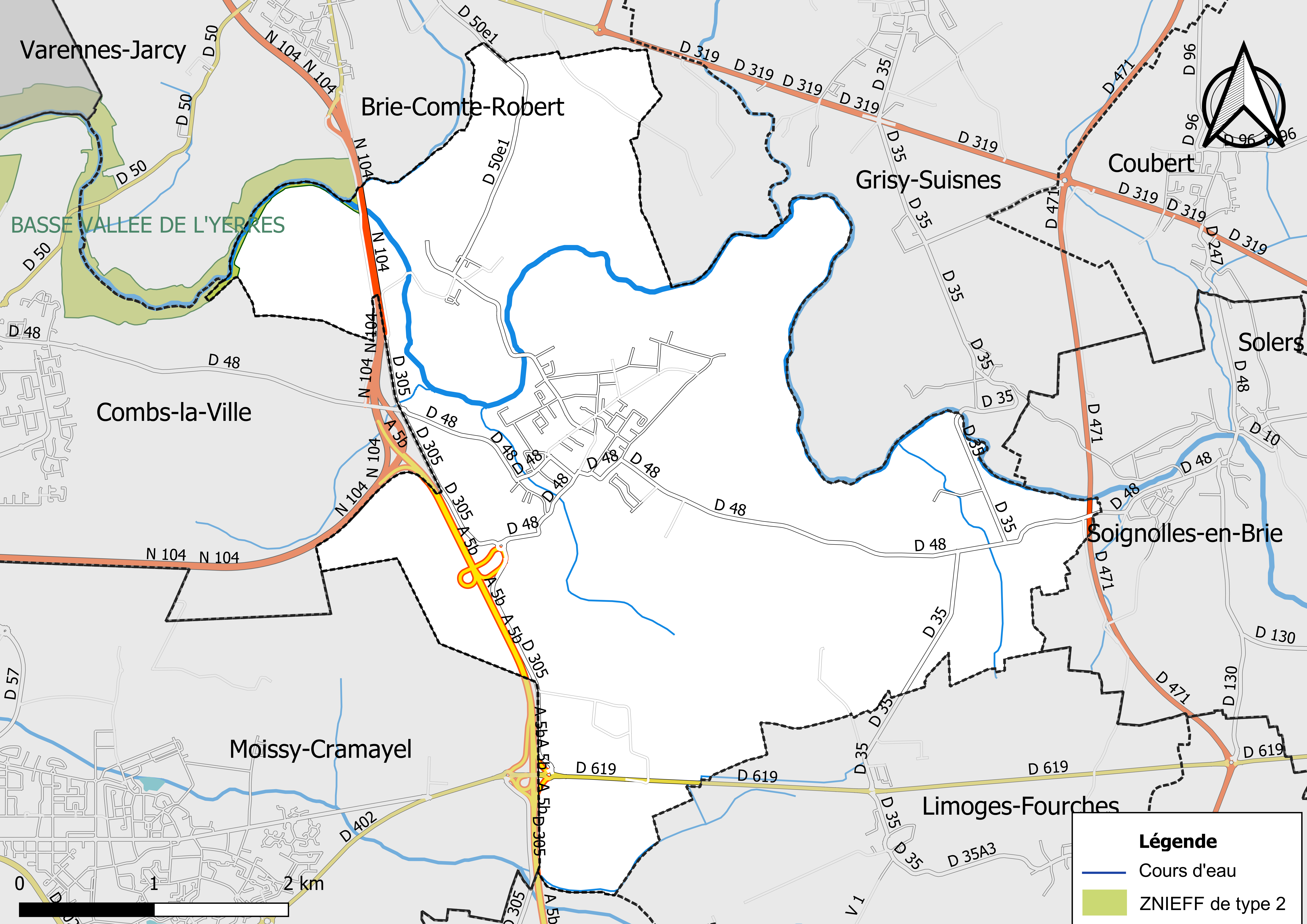
Harta ZNIEFF de tip 2 localizate în comuna Évry-Grégy-sur-Yerre.

### Mediile naturale și biodiversitatea
Inventarul zonelor naturale de interes ecologic, faunistic și floristic (ZNIEFF) are ca obiectiv realizarea unei acoperiri a zonelor cele mai interesante din punct de vedere ecologic, în principal cu scopul de a îmbunătăți cunoașterea patrimoniului natural național și de a oferi diferiților factori de decizie un instrument de ajutor pentru luarea în considerare a mediului în amenajarea teritoriului.
Teritoriul comunei Évry-Grégy-sur-Yerre include o zonă ZNIEFF de tip 2, „Valea joasă a râului Yerres” (669,56 ha), care acoperă 15 comune, dintre care 3 în Seine-et-Marne, 8 în Essonne și 4 în Val-de-Marne.

## Urbanism

### Tipologie
La 1 ianuarie 2024, Évry-Grégy-sur-Yerre este clasificată drept târg rural, conform noii grile comunale de densitate în șapte niveluri definită de INSEE (Institutul Național de Statistică și Studii Economice) în 2022. Comuna face parte din unitatea urbană Évry-Grégy-sur-Yerre, o unitate urbană monocomunală care constituie un oraș izolat. În plus, comuna face parte din aria metropolitană a Parisului, fiind una dintre comunele de la periferie, această zonă reunind 1.929 de comune.

### Utilizarea terenurilor
Ocupația terenurilor din comună, conform bazei de date europene privind ocupația biogeografică a solurilor Corine Land Cover (CLC), se caracterizează prin predominanța teritoriilor agricole (79,8 % în 2018), o proporție aproape identică celei din 1990 (79,9 %). Distribuția detaliată în 2018 este următoarea: terenuri arabile (79,8 %), păduri (11,5 %) și zone urbanizate (8,7 %).

## Toponimie
Comuna a rezultat din fuziunea, în 1972, dintre Évry-les-Châteaux și Grégy-sur-Yerre.
Évry este menționat sub formele Everi în 1199, Everiacum în 1224, Esvriacum in Bria în 1242, Everiacum in Bria în 1259, Evri Castri în 1285, Evri în secolul al XIII-lea, Every în 1384, Every en Brie în 1385, Esviry în 1385, Domeniul Evry les Châteaux în 1453, Averi în secolul al XV-lea, Esvry en Brye în 1569 și Evry la Montagne în 1793.
Grégy este menționat sub formele Gregi în 1204, Gragiacum în 1206, Gragi în secolul al XIII-lea, Grigiacum în 1258, Gragis în 1305, Ecclesia de Gregiaco în 1525, Gregy en Brie în 1668, Graigy în 1672, Greigy în 1673 și Graigy en Brie în 1673.
Yerres (pronunțat [jɛʁ]) este un râu, afluent pe partea dreaptă a Senei, care traversează zone rurale și câteva orașe.

## Istorie
Evry-les-Châteaux, aflat sub influența comitatului Corbeil, aparținea în secolul al XVII-lea familiei d'Aumont. Charlotte d'Aumont l-a vândut, la 28 iunie 1688, lui Jean-Charles Bernard și fratelui său François. Zece ani mai târziu, în 1698, aceștia l-au revândut lui Paul-Etienne Brunet (+1717), senior de Rancy (lângă Beaune), trezorier al Casei Regale și soț al lui Geneviève Colbert; el a achiziționat restul proprietății în 1703. Fiul său, Gilles (1683-1762), care a fost intendent al regiunilor Auvergne și Moulins, a cumpărat în 1715 domeniul La Palisse din Bourbonnais, pe care l-a transformat în marchizat în 1724, dar a fost nevoit să îl restituie familiei Chabannes în 1730, în urma unui drept feudal de retractare; din acel moment, a purtat titlul de marchiz de Evry.
În timpul Revoluției Franceze, comuna Évry-les-Châteaux a purtat numele de Évry-la-Montagne.
Grégy era sub influența vicontelui și a Judecătoriei din Melun. În 1669, aparținea (pe jumătate) copiilor și moștenitorilor lui Guy de Brennes, gentilom obișnuit al Camerei Regelui.
Évry-les-Châteaux și Grégy-sur-Yerres au fuzionat în 1972, formând comuna Évry-Grégy-sur-Yerre.

## Populația și societatea

### Date demografice
Evoluția numărului de locuitori este cunoscută prin recensămintele populației efectuate în comuna respectivă începând din 1793. Pentru comunele cu mai puțin de 10 000 de locuitori, un recensământ al întregii populații este realizat la fiecare cinci ani, populațiile legale pentru anii intermediari fiind estimate prin interpolare sau extrapolare.
În 2021, comuna număra 3150 locuitori, în creștere cu +16,19 % față de 2015 (Seine-et-Marne: +3,45 %, Franța fără Mayotte: +1,84%).
| An        | 1793 | 1821 | 1841 | 1856 | 1876 | 1886 | 1901 | 1921 | 1936 | 1962 | 1982 | 2006 | 2014 | 2021 |
| --------- | ---- | ---- | ---- | ---- | ---- | ---- | ---- | ---- | ---- | ---- | ---- | ---- | ---- | ---- |
| Populație | 490  | 597  | 636  | 605  | 597  | 544  | 526  | 517  | 526  | 584  | 1605 | 2232 | 2671 | 3150 |

## Cultură locală și patrimoniu

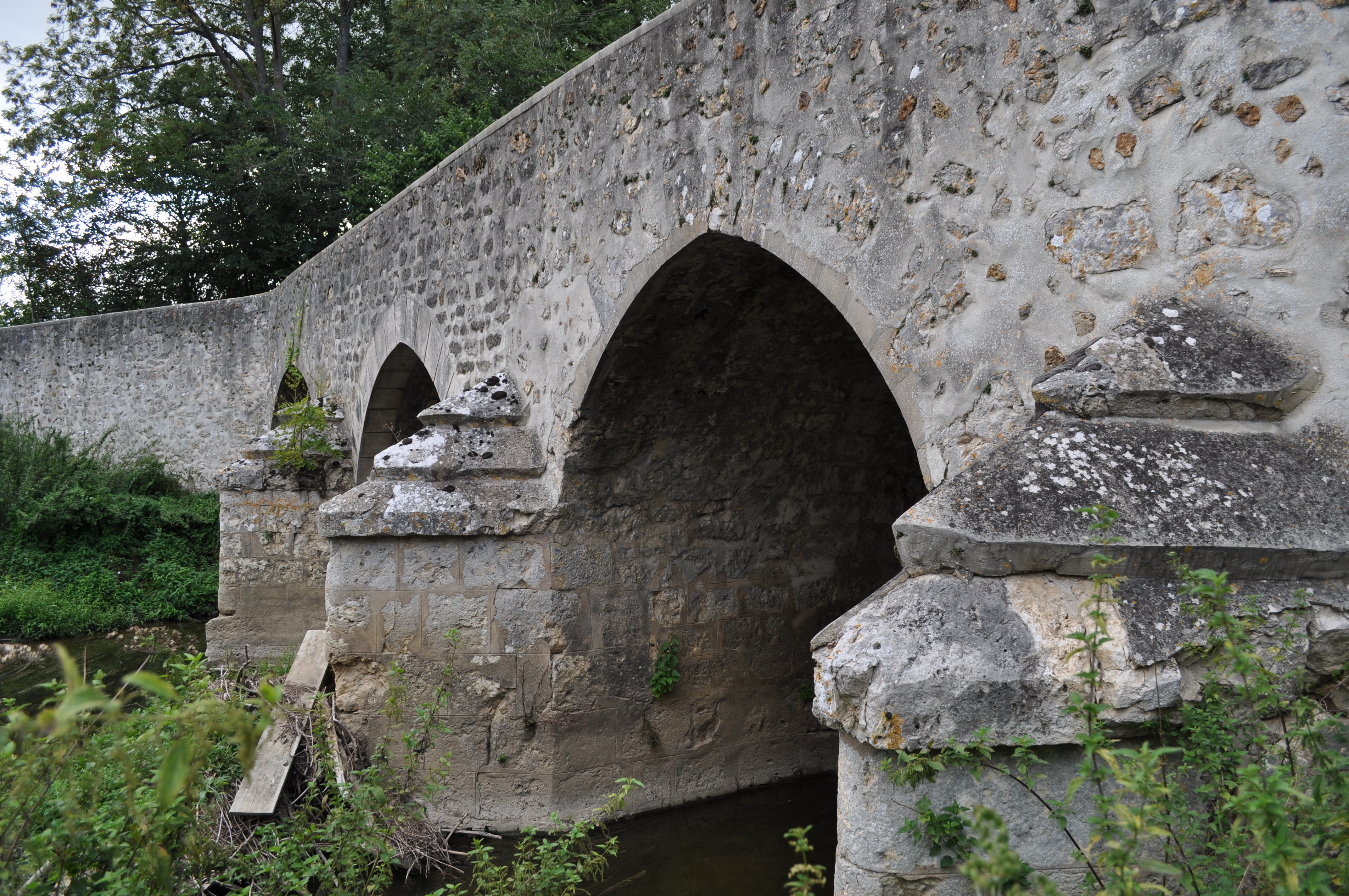
Podul Saint-Pierre

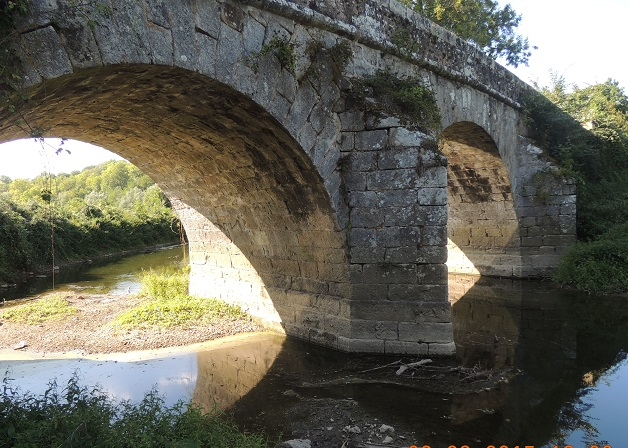
Podul Roman

### Monumente și locuri remarcabile
Comuna include patru monumente înscrise în inventarul monumentelor istorice (Base Mérimée):
- Parcul castelului din Évry, înscris ca monument istoric[72];
- Grădina de agrement numită parcul castelului din Grégy, înscrisă ca monument istoric[73];
- Podul Saint-Pierre sau podul din Grégy, înscris ca monument istoric[74];
- Podul Roman, numit și Vieux Pavé, înscris ca monument istoric[75].

### Alte locuri și monumente
Castelul din Évry
Castelul, construit din cărămidă și piatră în secolul al XVI-lea, este înconjurat de un parc; include o biserică și un porumbar. Domeniul este proprietate privată.
În urma trecerii uraganului Kirk peste Franța la 9 octombrie 2024, zidul de incintă al castelului a cedat în mai multe locuri, eliberând apele bazinului de retenție pe străzile satului.
Biserica din Évry-les-Châteaux
Cele mai vechi documente care menționează Évry îl numesc Everiacum, fără a oferi o etimologie satisfăcătoare pentru acest nume. În actele publice din secolul al XVI-lea, apare scris ca Esury sau Esvry. În 1692, localitatea era încă numită Esvry sau Esury, iar în regiunea Brie a purtat pentru prima dată denumirea de Évry-les-Châteaux abia în 1701.
Biserica din Évry exista deja la sfârșitul secolului al XII-lea sau cel târziu la începutul secolului al XIII-lea; cel puțin anumite părți, precum corul și turnul, datează din această perioadă. Restul construcției este mai modern.
Castelul din Grégy
Grégy, cunoscut și sub denumirile Gragy, Gratiacum sau Graiacum, era odinioară o parohie din decanatul Vieux-Corbeil. Se presupune că numele Grégy provine de la un roman numit Gratus, de unde ar fi derivat Grajacum, apoi Graji; însă aceste etimologii forțate nu trebuie să primească mai multă importanță decât merită. Grégy este menționat în registrul diecezei de Paris din secolul al XIII-lea, iar o scrisoare a lui Thibault, episcop de Paris, din anul 1150, confirmă că prioretul Saint-Martin deținea dijma acestui loc.
Pe vremea lui Filip al VI-lea trăia un anumit Jean, senior de Grégy.
Satul Grégy este situat la extremitatea vestică a unei câmpii, pe un fel de promontoriu format de râul Yerres și de pârâul Cornillot, care izvorăște din Brie-Comte-Robert și se varsă în Yerres în acest loc, lângă drumul regal dintre Paris și Geneva, via Melun, la trei leghe nord de acest din urmă oraș și la o mică leghe sud de Brie-Comte-Robert.
Populația satului este de 130 de locuitori. Teritoriul său este compus din terenuri arabile, pajiști și vii. Grégy se află pe o mică înălțime, ale cărei baze sunt scăldate, pe de o parte, de râul Yerres – în sezoanele când acesta curgea atât la suprafață, cât și sub pământ – și, pe de altă parte, de pârâul Cornillot, care, venind din Brie-Comte-Robert, se varsă aici în albia râului Yerres. Aceasta explică prezența a două poduri sub sat.
Pe teritoriul parohiei există numeroase vii, datorită versanților diferiți. Piatra de construcție nu este rară în zonă. Biserica locală avea drept patron pe Sfântul Petru. Construcția sa, veche de aproximativ 300-400 de ani, nu avea nimic remarcabil, cu excepția câtorva inscripții. Portalul era susținut pe partea de sud de un turn pătrat, care încă mai există.
Cea mai veche piatră funerară, situată la intrarea în cor, era gravată cu litere gotice capitale și, fără îndoială, provenea dintr-o biserică mai veche. După felul în care era cioplită, mai îngustă la picioare decât la cap, aceasta trebuie să dateze de la sfârșitul secolului al XIII-lea sau începutul celui următor.